# 水富村
水富村（みずとみむら）は埼玉県の南西部、入間郡に属していた村。当初は高麗郡所属であった。

## 地理
- 河川：入間川

## 歴史
- 1889年（明治22年）4月1日 - 町村制施行により、根岸村、上広瀬村、下広瀬村、笹井村が合併し高麗郡水富村が成立する。
- 1896年（明治29年）4月1日 - 高麗郡が入間郡と統合し入間郡となる。
- 1954年（昭和29年）7月1日 - 入間川町、入間村、堀兼村、奥富村、柏原村と合併し狭山市を新設する。